# Manos Zakharias
Manos Zakharias (født 9. juli 1922 i Athen i Grækenland) var en sovjetisk-græsk filminstruktør, skuespiller og manuskriptforfatter.

## Filmografi
- Ja soldat, mama (Я солдат, мама, 1966)[1][2]
- Karatel (Каратель, 1968)
- Gorod pervoj ljubvi (Город первой любви, 1970)